# 월트 디즈니
월터 일라이어스 "월트" 디즈니(영어: Walter Elias "Walt" Disney, 1901년 12월 5일 ~ 1966년 12월 15일)는 미국의 애니메이터이자 영화 감독, 성우, 기업인이다.
미국 일리노이주 시카고에서 태어나 고등학교 때부터 상업 미술에 뜻을 두고 광고 만화 등을 그리기 시작하였다. '미키 마우스'를 창조하여 한층 인기가 높아졌다. 그 뒤 <미키> <도널드> 등 많은 만화 영화를 제작하였는데, 삼원색 방식인 최초 천연색 영화 <숲의 아침>으로 아카데미상을 받았다. 그 뒤에도 <돼지 삼형제>를 비롯하여 많은 걸작 만화영화를 만들었다.
1937년 세계 최초 장편 애니메이션 백설 공주와 일곱 난쟁이를 제작하고 개봉해서 당대에 엄청난 화제를 모았다. 그때까지 애니메이션은 장편 영화 상영 도중 잠시 틀어주는 소품 정도였기에 월트 디즈니의 도전은 무모하다고 했지만, 개봉 직후 모든 흥행 기록을 갈아치우며 대성공을 거두었다. 전함 포템킨의 감독 세르게이 에이젠슈타인은 백설공주를 본 뒤 영화 역사상 가장 위대한 영화라고 했다.
이 밖에도 자연 과학 영화, 기행 단편 영화, 기록 영화 등 수많은 우수한 영화를 제작하였다. 그는 TV용 영화도 만들어 대호평을 받았다. 1955년 로스앤젤레스 교외에 디즈니랜드라는 거대한 어린이 유원지를 설립하여 영화 제작자 이상의 사업가로 자리를 굳혔다.
그가 영화 업계와 세계 오락 산업에 미친 영향력은 아직까지 방대하게 남았으며, 여전히 대중문화 역사 사상 가장 중요한 인물 중 한 사람으로 꼽는다. 새터데이 이브닝 포스트는 그를 통틀어 '세계에서 가장 유명한 엔터테이너이자 가장 유명한 비정치적 공인'이라고 일컬었다.
월트 디즈니 스튜디오는 형인 로이 디즈니와 함께 1923년에 창립했고 현재까지 꾸준히 애니메이션을 제작한다. 1966년, 폐암 말기로 진단받고 사망했다(향년 만 65세 10일). 고인의 유해는 화장해 글렌데일의 포리스트 론 메모리얼 파크에 안장하였다.
한때 월트 디즈니를 냉동 보관했다는 헛소문이 돌기도 했다.

## 학력
- 맥킨리 고등학교
- 시카고 미술학교

## 생애
월트 디즈니는 허모사 지구에서 아버지 일라이어스 디즈니와 어머니 플로라 콜 사이에서 태어났다. 그의 조상은 원래 북프랑스 노르망디 공국에서 살았었다. 1066년 윌리엄 1세가 잉글랜드를 정복할 때 같이 따라가서 링컨셔에 정착했고, 17세기에 아일랜드로 이주했다. 그리고 월트의 증조할아버지가 아일랜드에서 캐나다 온타리오주로 정착했고 월트의 아버지가 캐나다에서 미국 시카고로 이주했다.
월트가 4살 때, 월트의 부모는 시카고의 번잡한 도시생활이 아이들 교육에 방해가 된다고 생각하여 시골로 내려가 농사를 짓기 시작했다. 월트는 형들과 달리 그림에 무척 관심이 많았다. 한 번은 집 벽에 붓으로 돼지그림을 그리다가 콜타르를 뒤집어 쓴 적도 있었다. 그 즈음 월트는 친했던 의사 선생의 말을 어른 못지않게 잘 그리며 그림에 재능을 보이였다. 미술학교에 다니고 싶어했지만 당시 그의 집안은 형편이 여의치 않아 지원할 상태가 아니었고, 그의 아버지 역시 반대하였다.
월트가 7살이 되었지만 학교에 들어가지 못하고 아버지와 함께 신문팔이를 시작했다. 신문팔이를 하다가 신문에 나온 만화를 자세히 볼 기회가 생기고, 그는 결국 아버지에게 그림 공부를 하고 싶다고 했다. 그의 아버지는 월트의 노력에 감동하여 허락했고, 근처 미술학원에 그를 보냈다.
학교를 졸업하자, 예전에 시카고에 살던 집으로 돌아왔다. 유럽은 제1차 세계 대전이 한창이던 시기였다. 월트는 군대에 간 형들처럼 해군에 지원했지만, 당시 16세이던 월트는 입대하지 못했다. 친구가 적십자사에 구급 부대가 새로 생겼다는 소식을 알렸다. 하지만 그곳은 1900년 생까지만 받는 조건이 있었다. 월트는 원서에 생년월일을 1901년에서 1900년으로 바꿔서 지원하였다. 훈련소에서 부상병 치료와 간호 방법을 배우고 적십자 부대 자격으로 프랑스에 도착했다.
전쟁이 끝난 후에 월트가 속한 부대는 파리에 본부를 두고 활동을 지속하였다. 월트는 부대 상점에서 일하였고, 틈틈이 그림을 그렸다. 월트의 그림 솜씨는 온 부대에 알려졌고 군인들은 월트에게 그림을 그려달라고 요청했다. 그 후 크래커라는 동료의 권유로, 패전한 독일군들의 철모를 모아서 그 위에 그림을 그려서 미국에 건너와 기념품으로 팔았다. 적십자사에서 일해 번 돈 대부분은 어머니에게 부쳤다.
1919년, 월트는 본격적으로 만화가 길을 결심하고 캔자스로 갔다. 그곳에서 만화가나 혹은 그에 관련된 직업을 구하려고 했으나 구하지 못했다. 광고용 애니메이션을 만드는 회사에 취업하여, 인형을 움직이면서 촬영하는 1분짜리 애니메이션 광고를 만드는 일을 했다.

## 월트 디즈니 스튜디오 탄생

### 래프 오 그램 (Laugh-O-Gram)
월트는 자기의 차고를 스튜디오로 개조해 거기서 다니던 회사 카메라를 빌려 영화 촬영 기술을 공부했다. 물론 그런 기술은 촬영방식을 확인하는 거의 원초적인 작업이었고, 당시에는 쓸만한 애니메이션 교습서가 드물었다. 당시 애니메이션에 관심 있던 사람들의 필독서, E.G 러츠의 "애니메이션 교습서"만이 월트의 유일한 교과서였고 그것을 읽으며 월트는 셀 애니메이션 기본기를 익혔다.
회사에서 낮일이 끝나고 나면 월트는 어브 아이웍스 등의 동료들과 함께 캔자스 시티 미술학원에 다니며 드로잉 수업을 들었다. 기본기를 갖추기 시작하면서 그는 영화광고업자로 전환한 회사의 사장 코거에게 실질적인 도움을 요청하였으나 사장은 거절했다. 새로운 매체에 관심이 많았던 코거조차도 셀 애니메이션 제작에 필름 사용을 거절했고, 월트는 결국 자력으로 첫걸음을 내딛였다.  '래프 오 그램 (Laugh-O-Gram)'이라고 이름지은 1분짜리 애니메이션 필름 릴을 회사 동료였던 하먼 형제와 만들어서 뉴먼 극장의 주인 프랭크 뉴먼을 찾아갔다. '래프 오 그램'은 그 시절 소단위 규모의 사회문제들을 풍자한 짧은 만화로 신문에 연재하는 풍자만화 영향을 받은 작품이었다. 월트가 찾아간 뉴먼은 예전에 월트가 일했던 미술가게의 페스먼이 소개한 인물이었다. 뉴먼은 1분 짧은 시사를 마친 뒤 지체 없이 그 필름을 구입하고, 월트와 시리즈 계약도 맺었다.
훗날 월트는 자신의 작품명을 따서 "래프 오 그램 필름사"를 설립하고 만 20세가 채 되지 않은 미성년자 신분으로 회사 사장이 되었다.

### 마셀린에서 생활
월트는 일생을 통틀어 어릴 때 살던 마을 마셀린을 잊지 못했다. 디즈니 영화가 늘 동물과 숲, 농경과 같은 끊임없는 목가적 꿈을 펼쳤던 이유도 마셀린이 월트에게 남긴 기억들을 새롭게 형성하는 과정에서 출현했다고 훗날 분석가들은 말한다. 월트는 여기서 기차에 대한 동경과 작은 동물들과 함께 놀던 추억을 가졌지만 무엇보다 공동체 삶의 긍정적 희망을 발견했다.

### 최초의 디즈니 스튜디오
재정 문제로 "래프 오 그램" 운영이 쉽지 않았던 월트는 새로운 시작점을 헐리우드로 결정했다. 당대 애니메이션 중심지는 당연히 뉴욕이었다. 월트가 처음 헐리우드에 도착해서 취업하려던 분야는 애니메이션에 관련 직업이 아니라 실사영화 감독직이었다. 이전에 형과 함께 심한 고생을 하며 만든 '앨리스의 이상한 나라' 필름 판매 계약을 하려고 여러 스튜디오 문을 두드렸지만 문은 열리지 않았다. 결국 실사영화 감독도, 앨리스 코미디 판매도 이뤄지지 않은 탓에 몇 개월만에 모두 포기했다.
위기 속에서 기회는 찾아왔다. 헐리우드 역사상 최초 여성 배급자인 마거릿 윈클러가 월트 디즈니에게 관심을 보였다. 워너 브라더스 비서인 동시에 자신만의 캐리어 확장을 꿈꾸던 윈클러는 애니메이션 배급에서 어느 정도 성과를 거둔 상태였다. 윈클러는 월트의 '앨리스의 이상한 나라'를 보자마자 시리즈의 성공 가능성을 알아보고 시리즈 배급계약을 제의했다. 이 일을 워너브라더스에 있던 윈클러의 상사가 알았고, 월트 디즈니는 워너브라더스에서 첫 번째 경력을 시작하였다.
그렇지만 계약을 끝난 뒤에도 월트를 괴롭혔던 재정 문제는 여전히 커다란 벽이었다. 그런 월트를 도왔던 사람은 월트의 형, 로이 디즈니였다. 로이는 애니메이션이나 영화 제작에 뜻이 없었지만, 월트의 열정에 감복하여 적극적으로 도와주었다. 그는 하루의 반을 질병으로 피곤하게 누워보내면서도 사무실을 구하고 새로운 아파트 계약까지 했다. 사업 초창기에는 심지어 월트와 영화를 같이 제작했다. 셀에 구멍을 뚫고 카메라를 다루는 일도 맡으면서, 스튜디오 재정까지 책임졌고, 그런 역할을 수십 년 동안 도맡았다. 형제는 마침내 1923년 10월에 디즈니 브라더스 스튜디오 첫 간판을 달았다.

## 미키 마우스 시대

### 오스왈드 래빗
월트가 제작한 영화 배급을 맡던 찰스 민츠와 갈등이 있던 기간에 월트가 제작한 영화 '앨리스 코미디 시리즈' 주인공 버지니아 데이비스와 스튜디오 사이에서 새로운 문제가 생겼다. 스튜디오에 애니메이터들을 대거 고용하면서 앨리스 코미디는 달라졌고, 돈과 배급, 배우 문제가 얽히면서 스튜디오 분위기마저 침울했다.
찰스 민츠는 월트에게 앨리스 코미디 시리즈를 중단하자고 제안한다. 단시간 너무 많은 영화로 나온 앨리스 코미디는 이미 생명력을 잃었다고 판단했다. 비슷한 내용으로 무려 56 편을 만든 상황이었다. 월트 역시 새로운 시리즈 필요를 동감했다. 그런 상황에 대응하며 오스왈드 래빗 캐릭터를 개발하였다. 당시 애니메이션 업계는 팰릭스 더 캣을 비롯한 고양이 캐릭터가 득세하였다. 월트는 고양이 캐릭터들이 진부해진 틈에 토끼 캐릭터를 발표했다.
당시 애니메이션 코미디는 무분별한 슬랩스틱과 패러디 수준이었어다. 월트는 여기서 캐릭터를 더욱 입체적으로 구성하였다. 단편이지만 캐릭터에게 동기를 주고 그 동기에서 움트는 의지를 코미디 작품에 불어넣었다. 개성을 가진 캐릭터들은 최초로 퍼스낼리티 애니메이션으로 등장했고 오스왈드가 그 첫 번째 작품이었다.

### 미키 마우스

미키마우스 로고

오스왈드 래빗으로 인기는 얻었지만, 배급자 찰스 민츠와 월트의 직원이었던 애니메이터들이 철저하게 배신하였다. 월트가 뉴욕에서 돌아오는 길에 화를 억누르며 짧막한 시나리오 한 편을 썼다. 대서양을 횡단한 비행사 찰스 린드버그 이야기에서 영감을 받았다. 제목은 'Plane Crazy(미친 비행기)'였고 주인공은 쥐로 결정했다. 이 수컷 쥐는 오스왈드와 비슷했고, 월트의 회사아에서 유일하게 월트 편이었던 어브는 오스왈드 귀를 줄이고 코를 통통하게 그린 캐릭터로 수정했다. 아내 릴리언 디즈니 의견으로 미키라는 이름을 지었다. 이 캐릭터가 현재까지 월트 디즈니 컴퍼니를 대표하는 미키 마우스이다. 이후 미키 디자인은 조금씩 개선하였다. 미키 마우스 원형 디자인은 실제 쥐와 다르게 귀 부분을 둥그렇게 강조했다. 초창기 애니메이션에서도 귀 모양은 항상 둥글었다. 이런 디자인으로 시청자들이 미키 마우스를 쉽고 빠르게 알아보았다. 현재 이 귀 모양은 미키 마우스의 비공식적인 트레이드마크가 되었다. 오늘날까지 디즈니사에서 둥근 귀 로고는 미키 마우스를 상징한다.

### 증기선 윌리
월트는 시사회에서 오르간 반주로 상영했다. 그때 관객의 환호를 생각하며 작품에 소리를 입히기로 했다. 이 아이디어는 그때 제작하던 미키 마우스 세 번째 작품 '증기선 윌리'에서 실현하였다. 이 작품은 무성 영화 배우 비스티 키튼의 슬랩스틱 코미디를 패러디한 작품으로 공식적인 미키마우스의 데뷔작이다. 세계 최초의 유성 애니메이션이기도 하다.
증기선 윌리 시사회는 성공했지만, 총 네 편인 미키마우스 시리즈 계약은 쉽지 않았다. 증기선 윌리를 보았던 브로드웨이 소재 콜로니 극장 주인 해리 라이헨바흐는 작품에 감명을 받았다. 라이헨바흐는 월트에게 당시 애니메이션 상영권 가격으로 유례가 없던 2주간 상영에 1,000달러를 지급했다. 월트는 매일마다 극장에 와서 모든 상영을 지켜보며 극장 관객들의 반응을 확인했다. 관객들 반응도 폭발적이었고 이 작품은 미키 마우징이라 칭하는 언더스코어링 기법(액션과 사운드를 유기적으로 결합한 기법)을 사용한 첫 번째 애니메이션이었다. 뉴욕타임즈는 월트의 작품에 대한 긍정적 기사를 실었고, 이전까지는 디즈니 작품에 반응이 없던 배급사들이 디즈니에게 연락을 했다.

### 컬러 애니메이션
월트는 이전까지 애니메이션과 다른 실감나는 만화를 만들고 싶었다. 컬러 애니메이션이 그 시작이었다. 당시 컬러 출력기 수준이 낮던 시기여서 출력한 색이 너무 짙어서 눈을 자극하거나 반대로 너무 옅은 색만 보이는 상황이었다. 월트는 이미 유니버설에서 일하던 월터 랜츠가 최초로 사운드와 컬러를 입혀 일부분에 색채가 나타나는 애니메이션 '재즈가수'를 보고 연구에 몰두했다.
그렇게 나온 애니메이션 '꽃과 나무'는 삼색 인쇄법을 활용한 최초의 컬러 애니메이션이다. 이미 월터 랜츠가 컬러 애니메이션을 시도했지만 그 작품보다 '꽃과 나무' 영화가 더 뛰어난 평가를 받았다. 그 작품은 화면 색이 선명했고, 풍부한 색상으로 구현한 놀라운 사실성을 지녔다. 이전과 색이 전혀 다른 애니메이션이 처음 등장했다. 영화는 상업적으로 큰 성공을 거두었고, 또한 비평 부문에서도 큰 성과를 남겼다. 그 해 생긴 아카데미 단편 애니메이션 부문에서 첫 수상하는 영광을 누린다. 월트 디즈니는 그 부문에서 그 후 8년 동안 상을 받았다. 

### 중흥기
디즈니 애니메이션의 전성기는 1930~1940년대다. 1970년대 이후 버블 경제 성장을 배경으로 삼은 일본 애니메이션이 미국에서 성장하였다. 일본 작품의 인기가 높아지며, 디즈니는 시장 독점 시기를 보내고, 시장 경쟁 시기를 맞이했다. 불행히 시장 경쟁에 익숙하지 않던 디즈니사 작품은 시장과 경쟁에서 힘을 잃어갔다. 그러나 1989년 인어공주(The Little Mermaid)를 시작으로 미녀와 야수, 알라딘, 라이온킹에 이르는 4개 작품으로 디즈니는 제2의 전성기를 맞이한다. 1994년 라이온 킹 이후 좋은 평가를 받는 작품이 없었으나 2013년 겨울왕국이 비평과 상업적인 면에서 크게 성공을 거두었다.

## 참고 자료
- 이 문서에는 다음커뮤니케이션(현 카카오)에서 GFDL 또는 CC-SA 라이선스로 배포한 글로벌 세계대백과사전의 내용을 기초로 작성된 글이 포함되어 있습니다.